# Verbond van Nationalisten
Het Verbond van Nationalisten (VvN) was van oktober 1928 tot mei 1934 een Nederlandse fascistische politieke partij.
Het VvN werd in oktober 1928 opgericht door C.H.A. van der Mijle van de Nationale Bond voor Bezuiniging en een aantal leden van het opgeheven Verbond van Actualisten onder leiding van Cornelis van Eijsden. De partij was conservatief, antiparlementair en nationalistisch. Rond 1930 was het uitgegroeid tot een fascistische partij, compleet met stormafdeling (de Nationalistische Militie), de eerste dergelijke organisatie in Nederland.
In 1929 deed de partij voor het eerst mee met de Tweede Kamerverkiezingen, maar met 3685 stemmen (0,11%) kwam ze niet in de buurt van een zetel. In 1931 kreeg bij verkiezingen voor de Provinciale Staten partijlid Hendrik van Dalsum een zetel in Zeeland. Als partijideoloog gold de Utrechtse fascist prof. dr. Henri Peter Blok. Omdat hij de partij te veel als een privévehikel van Van der Mijle zag, wilde hij in 1931 de partij hervormen, met onder meer een groter bestuur. Hoewel Van der Mijle en Van Eijsden aanvankelijk geen bezwaar hadden tegen deze wijziging, veranderden ze later van mening, en Blok en zijn aanhangers werden geroyeerd. De geroyeerden richtten het Nieuw Verbond van Nationalisten op, en kwamen uiteindelijk bij de Nationale Unie terecht.
De Tweede Kamerverkiezingen 1933 leverden het VvN opnieuw geen zetel op, 6449 stemmen (0,17%), waarvan dan nog een groot deel verkregen werd door de persoonlijke populariteit van Van Dalsum. Hoewel de aantrekkelijkheid van het fascisme in deze jaren in Nederland toenam, profiteerde het VvN daar maar weinig van, doordat andere partijen, in het bijzonder de ANFB en de NSB meer aandacht en aanhang genereerden. Van Eijsden moest de partij verlaten toen het ambtenaren verboden werd lid te zijn van fascistische organisaties, waardoor Van der Mijle feitelijk alleen overbleef. In mei 1934 werd het VvN wegens huurschulden failliet verklaard, waarna Van der Mijle met Albert van Waterland (Albert de Joode) in de Nationaal-Socialistische Partij verderging.
 Portaal: Fascisme en nationaalsocialisme in Nederland · Fascisme · Nationaalsocialisme